# 256813 Marburg
256813 Marburg è un asteroide della fascia principale. Scoperto nel 2008, presenta un'orbita caratterizzata da un semiasse maggiore pari a 2,7194567 UA e da un'eccentricità di 0,0283865, inclinata di 8,08732° rispetto all'eclittica.